# كوروبي
كوروبيون (Κορωπίον) هي مدينة في إقليم أتيكا في اليونان.